# Rubén García Santos
Rubén García Santos (Játiva, Valencia, España, 14 de julio de 1993) es un futbolista español que juega de centrocampista en el Club Atlético Osasuna de la Primera División de España.

## Trayectoria
Jugó su primer año en categoría cadete en el Valencia C. F. y, a continuación, pasó a formar parte de la cantera del Levante U. D. Debutó con el filial en la Tercera División de España en 2010. El 2 de septiembre de 2012 hizo su debut en la Primera División en una victoria en casa por 3-2 ante el R. C. D. Español; entró al terreno de juego en sustitución de su compañero Nabil El Zhar. El 9 de diciembre marcó su primer gol en un encuentro ante el R. C. D. Mallorca que finalizó con un triunfo de su equipo por 4-0. Este tanto lo convirtió también en el goleador más joven de la historia del Levante en la máxima categoría.
De cara a la temporada 2017-18 se confirmó su cesión al Real Sporting de Gijón. Un año después volvió a ser cedido, esta vez al C. A. Osasuna. Durante su primera temporada en el equipo navarro, consigue el ascenso a Primera División. Tras su gran temporada siendo un jugador clave para ese ascenso, el C. A. Osasuna, ficha en propiedad al centrocampista valenciano por la cantidad de 3M€. El pasado 23 de mayo de 2024, el club anuncia su renovación por dos temporadas más, hasta el 30 de junio de 2026.

## Selección nacional
El 19 de enero de 2012 fue llamado por la selección española sub-19. Con la sub-20 disputó el Mundial de 2013. También fue internacional en la categoría sub-21.

## Clubes
| Club                       | País   | Año       | Liga      | Partidos | Goles |
| -------------------------- | ------ | --------- | --------- | -------- | ----- |
| Levante U. D. "B"          | España | 2010-2012 | 2.ªB      | 20       | 3     |
| Levante U. D.              | España | 2012-2017 | 1.ª y 2.ª | 149      | 9     |
| Sporting de Gijón (Cedido) | España | 2017-2018 | 2.ª       | 43       | 8     |
| C. A. Osasuna              | España | 2018-     | 2.ª y 1.ª | 259      | 31    |

Debut en 1ª División:  2 de septiembre de 2012, Levante U. D. 3-2 R. C. D. Espanyol
| Temporadas en 1ª | Partidos en 1ª | Goles en 1ª | Partidos en Copa | Goles en Copa | Internacional |
| ---------------- | -------------- | ----------- | ---------------- | ------------- | ------------- |
| 11               | 312            | 30          | 29               | 3             | Ninguna       |

## Palmarés

### Distinciones individuales
| Distinción                    | Año  |
| ----------------------------- | ---- |
| Once de plata de Fútbol Draft | 2013 |
| Once de plata de Fútbol Draft | 2014 |